# Tjerno more
Tjerno more (bulgariska: Черно море) är ett distrikt i Bulgarien.   Det ligger i kommunen Obsjtina Burgas och regionen Burgas, i den östra delen av landet, 300 km öster om huvudstaden Sofia.
Trakten runt Tjerno more består till största delen av jordbruksmark. Runt Tjerno more är det tätbefolkat, med 319 invånare per kvadratkilometer.